# Rojniativ
Rojniativ (ukrainien : Рожня́тів) est une commune urbaine de l'oblast d'Ivano-Frankivsk, en Ukraine. Elle compte 3 872 habitants en 2021.

## Lieux patrimoniaux

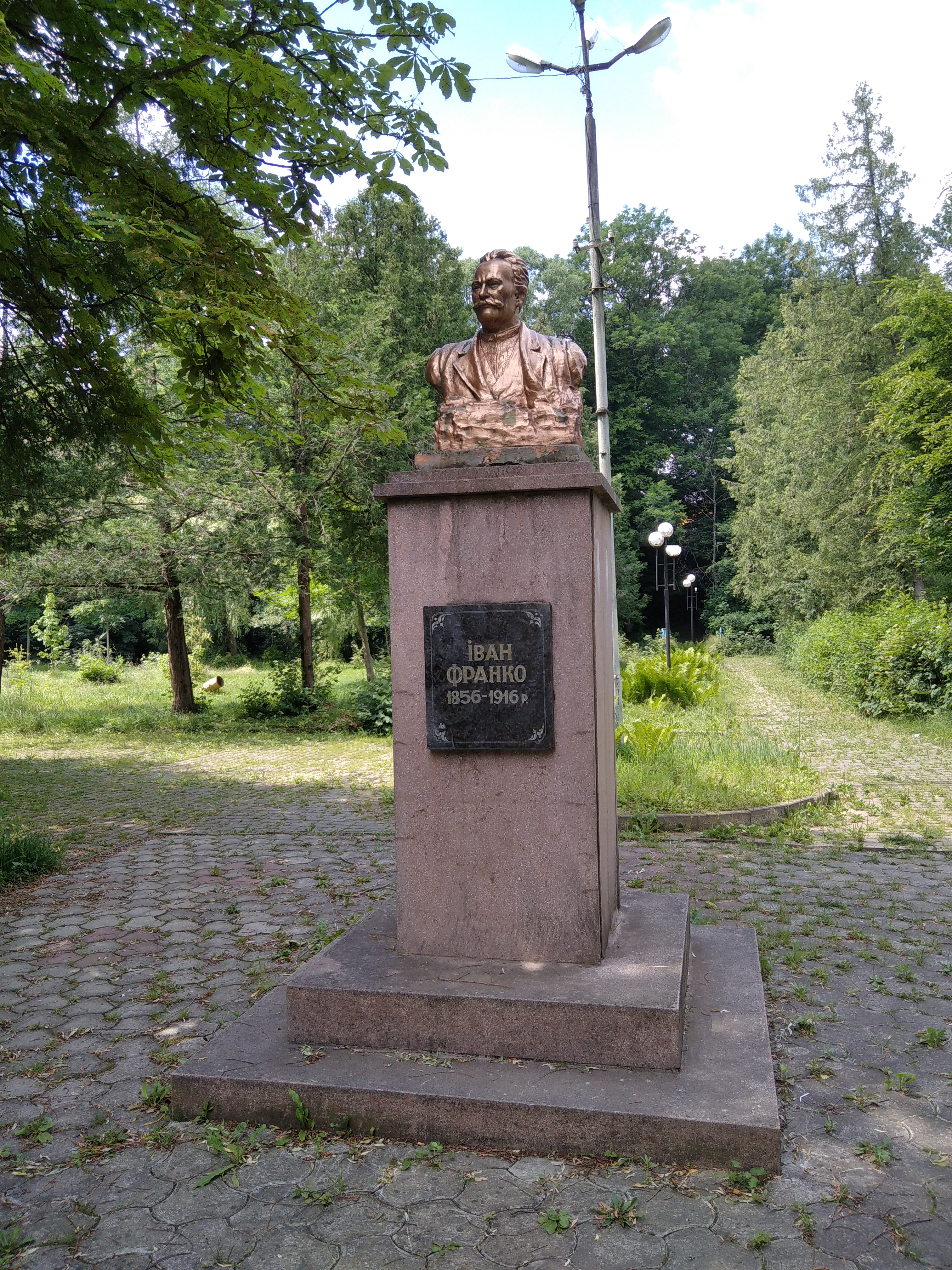
Buste d'Ivan Franko, classé
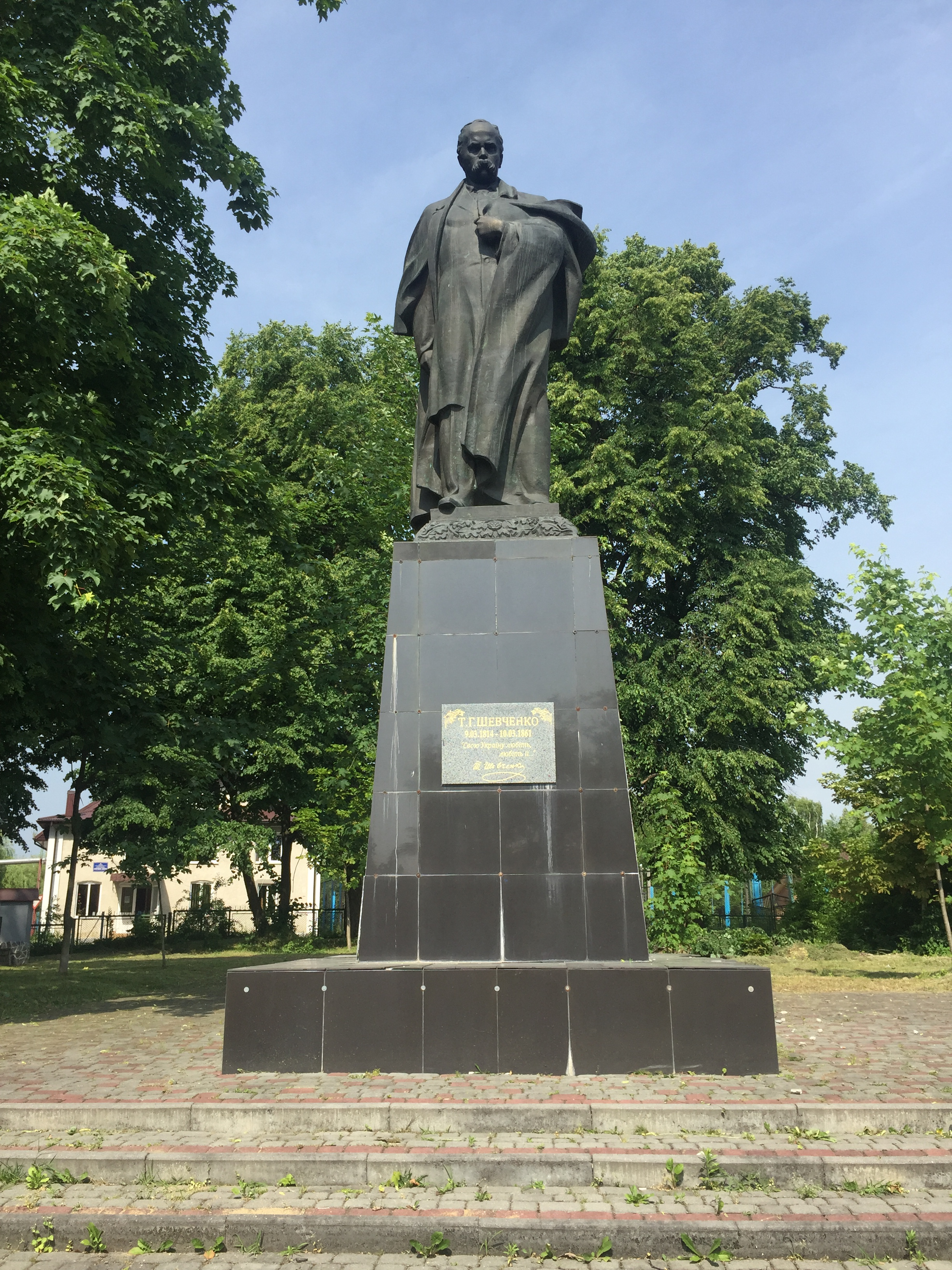
monument à Taras Chevtchenko, classé
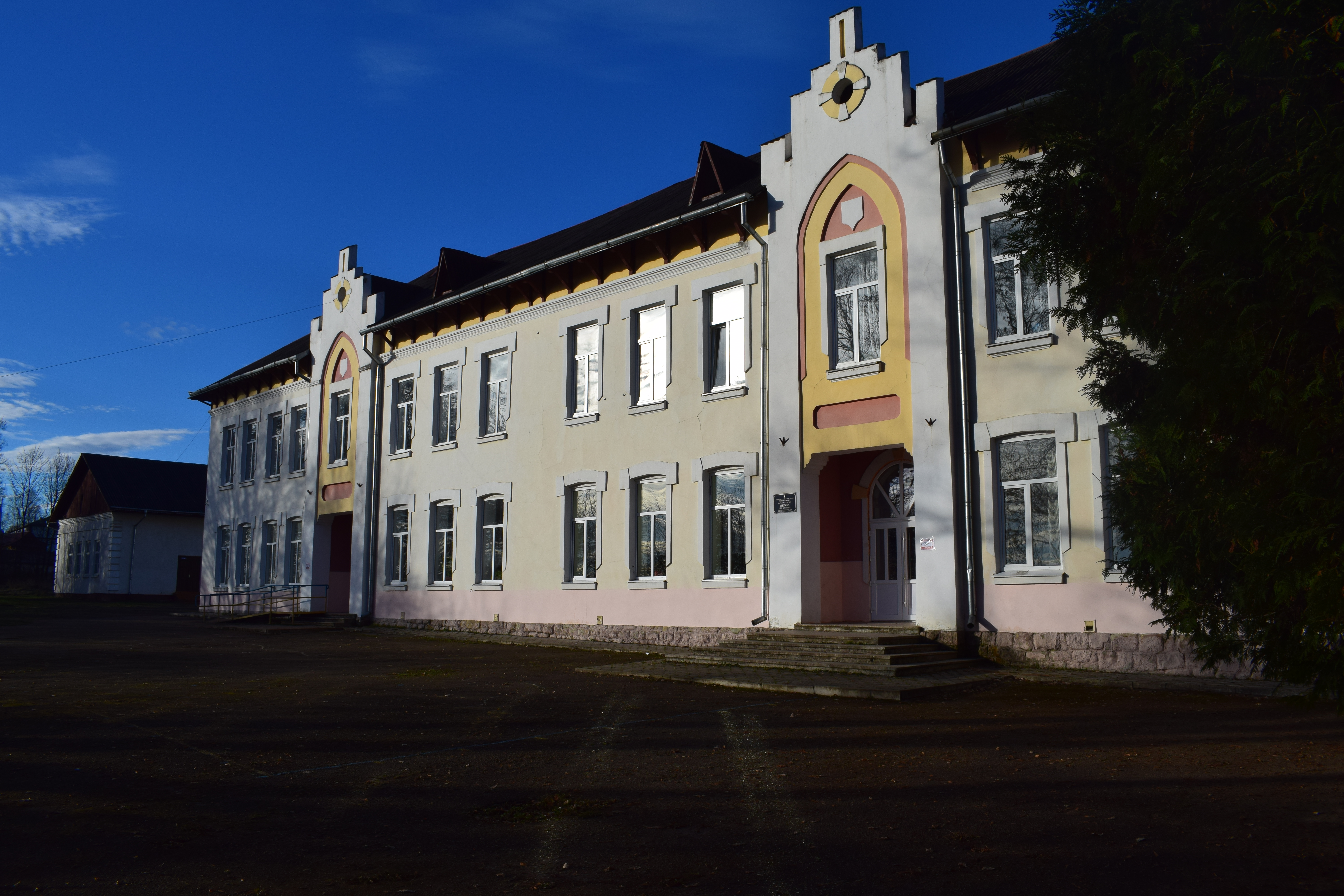
palais Skarbek, classé
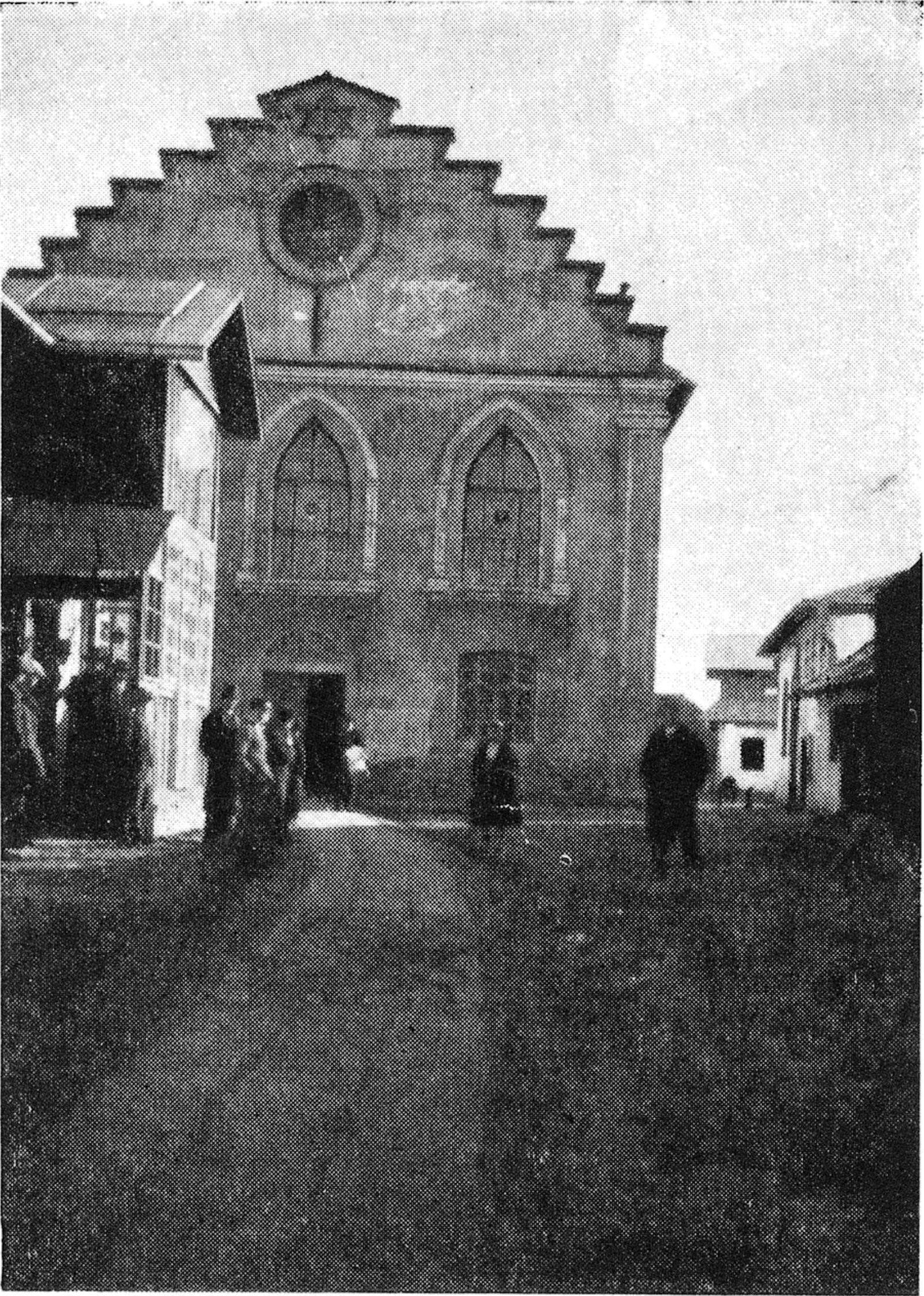
la synagogue.
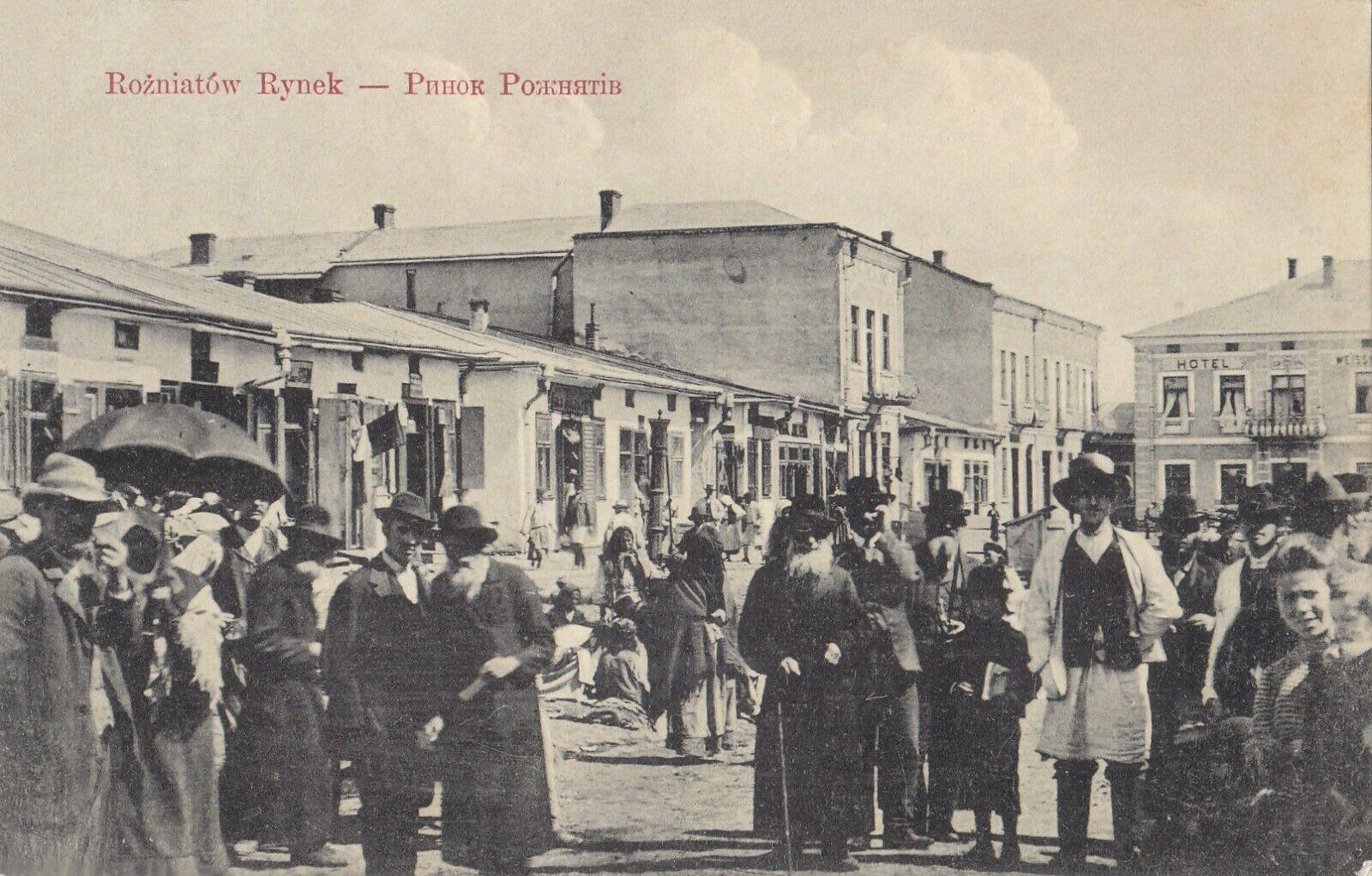
La place du marché en 1910.